# Dasineura copacabanensis
Dasineura copacabanensis är en tvåvingeart som beskrevs av Maia 1993. Dasineura copacabanensis ingår i släktet Dasineura och familjen gallmyggor. Inga underarter finns listade i Catalogue of Life.